# Dicranolepis vestita
Dicranolepis vestita är en tibastväxtart som beskrevs av Adolf Engler. Dicranolepis vestita ingår i släktet Dicranolepis och familjen tibastväxter. Inga underarter finns listade i Catalogue of Life.